# Guerra fría (álbum)
Guerra fría es el nombre del octavo álbum de estudio de Malú y décimo en la discografía de la cantante española, con la dirección musical de Armando Ávila. El álbum salió al mercado por Sony Music el 12 de octubre de 2010. Grabado en México, entre los compositores se encuentran nombres como Leonel García, Melendi o Malú.

## Antecedentes
Guerra fría supone el primer trabajo discográfico en el que Malú se implica en la autoría de las canciones, siendo coautora en cuatro de los temas: «Vértigo», «Búscame», «Guerra fría» y «El apagón». También será su primer álbum editado íntegramente por Sony Music, sin la aparición del sello Pep's Records.
La canción «Y ahora vete», que únicamente apareció como extra a través de la plataforma digital Itunes, fue recuperado e incluido en formato físico en su siguiente álbum, Íntima guerra fría.
Durante el año 2012 su canción «Ahora tú», compuesta por Rafael Vergara y Antonio Rayo Gibo, formó parte de la telenovela Amores verdaderos de la cadena Televisa como uno de los temas principales. Además, Malú tuvo una participación especial en la novela interpretándose a sí misma.

## Recepción
Se trata del primer álbum de Malú que consigue alcanzar el puesto número uno de los discos más vendidos en España. Se mantendría en dicha lista de ventas oficial de Promusicae la friolera de 95 semanas. Llegó a vender más de 160 000 unidades, y alcanzó el doble disco de platino.

## Lista de canciones
| Guerra fría |                                       |                                                              |          |  |
| N.º         | Título                                | Escritor(es)                                                 | Duración |  |
| 1.          | «Voy a quemarlo todo»                 | David Santisteban · Esmeralda Grao                           | 3:51     |  |
| 2.          | «Ahora tú»                            | Rafael Vergara · Antonio Rayo Gibo                           | 3:46     |  |
| 3.          | «Quién»                               | Armando Ávila · Ángel Reyero                                 | 3:29     |  |
| 4.          | «Blanco y negro»                      | María Bernal · Aitor García · Jules Ramllano · Armando Ávila | 3:55     |  |
| 5.          | «Ni un segundo»                       | Leonel García                                                | 3:38     |  |
| 6.          | «Libérame»                            | Jules Ramllano · Freddy Cañedo · Carolina Rosas              | 3:46     |  |
| 7.          | «Vértigo»                             | David Santisteban · Malú                                     | 4:03     |  |
| 8.          | «Búscame»                             | Melendi · Malú                                               | 3:35     |  |
| 9.          | «Guerra fría»                         | Melendi · Malú                                               | 4:02     |  |
| 10.         | «El apagón»                           | Melendi · Malú                                               | 3:42     |  |
| 11.         | «Así lo haré»                         | Armando Ávila · María Bernal · Jules Ramllano                | 3:47     |  |
| 12.         | «Ni un segundo» (versión piano y voz) | Leonel García                                                | 3:00     |  |
| 13.         | «Y ahora vete» (iTunes)               | Diego Cantero                                                | 3:41     |  |

## Créditos y personal
- Malú: artista principal, voz, coros
- Armando Ávila: producción, coros, bajo, guitarras, piano
- Enrique González: batería
- Francisco Oraz: guitarras adicionales
- Ángel Reyero: bajo
- Celio Gonzales: percusiones
- José Manuel Sánchez: guitarras acústicas
- Michkyn Bayzo: dirección de cuerda
- Emilio Ávila: producción ejecutiva
- Erik Sánchez, Nancy Cortez, Aaron Jiménez, Jesús Jiménez, Laura Ramírez, Rafael Pérez y Karina Huerta: primeros violines
- Enriqueta Arellanes, José Juan Mela, Miguel Urbieta, Laura Martínez, Nelson A. Ríos, Joyce Torres y Alfonso Pacheco: segundos violines
- Miguel Alcántara, Judith Reyes, Ericka Ramírez y Armando Jiménez: violas
- Claribel Avendaño, Gonzalo Pérez y Luz del Carmen Águila: cellos
- Rotger Rosas: asistente de grabación
- Nicolás Ortiz: asistente de producción
- Chris Lord-Alge, Sebastian Krys y Adrían Treviño: mezclas
- Keith Armstrong y Nik Karpen: asistencia de ingeniería
- Brad Townsend y Andrew Schubert: mezclas adicionales
- Rubén Martín: fotografía
- Daniel González: diseño gráfico

Créditos adaptados desde las notas de Guerra fría (2010).

## Posicionamiento en listas
| Listas (2010)       | Mejor posición |
| ------------------- | -------------- |
| España (PROMUSICAE) | 1              |

| Listas (2010)       | Mejor posición |
| ------------------- | -------------- |
| España (PROMUSICAE) | 25             |
| Listas (2011)       | Mejor posición |
| España (PROMUSICAE) | 18             |

## Certificaciones
| País (organismo certificador) | Certificación | Unidades certificadas |
| ----------------------------- | ------------- | --------------------- |
| España (PROMUSICAE)           | 2x Platino    | 160 000               |

## Premios
| Año  | Nominación             | Categoría                               | Resultado | Ref.   |
| ---- | ---------------------- | --------------------------------------- | --------- | ------ |
| 2010 | Premios Dial           | Premio Cadena Dial 2010                 | Ganadora  | [ 11 ] |
| 2010 | Disco del Año RTVE     | Disco del Año                           | Nominada  | [ 12 ] |
| 2011 | Premios Grammy Latino  | Mejor Álbum Vocal Pop Femenino          | Nomimada  | [ 13 ] |
| 2011 | Premios 40 Principales | Mejor Canción Nacional «Blanco y Negro» | Ganadora  | [ 14 ] |
| 2011 | Premios de la Música   | Mejor Álbum Pop                         | Nominada  | [ 15 ] |
| 2011 | Premios Dial           | Premio Cadena Dial 2011                 | Ganadora  | [ 11 ] |
| 2011 | Premios Cadena 100     | Los Números 1 de Cadena 100             | Ganadora  | [ 13 ] |